# خفية الأبواغ
خفية الأبواغ أو حرفيًا كريبتوسبوريديوم (بالإنجليزية: Cryptosporidium)‏ هو جنس من معقدات القمة ضمن الكائنات الأولية، وتسبب مجموعة من أمراض الجهاز الهضمي والتنفسي (داء خفيات الأبواغ) ويظهر على شكل إسهال (داء خفيات الأبواغ المعوي) أو سهال (داء خفيات الأبواغ التنفسي) ويحدث في كل الناس في حالات نقص المناعة أو الأهلية المناعية.